# 24697 Растреллі
24697 Растреллі (24697 Rastrelli) — астероїд головного поясу, відкритий 24 вересня 1990 року.
Тіссеранів параметр щодо Юпітера — 3,437.